# 似丘新光唇魚
似丘新光唇魚（学名：Neolissochilus soroides）为輻鰭魚綱鯉形目鲤科的其中一種，分布於亞洲泰國、柬埔寨及馬來西亞，體長可達45公分，棲息在清澈的溪流或水池，用吻部刮食岩石上的藻類。